# Szynszylowate
Szynszylowate (Chinchillidae) – rodzina ssaków z infrarzędu jeżozwierzokształtnych (Hystricognathi) w obrębie rzędu gryzoni (Rodentia), które występują w południowej oraz zachodniej części Ameryki Południowej. Najbardziej znanym przedstawicielem jest szynszyla mała (Chinchilla lanigera). Szynszyla jest nieco większa od wiewiórek naziemnych. Zwierzę to prowadzi nocny tryb życia. Nazwa zwierzęcia wywodzi się od indiańskiego plemienia Chincha, a w dosłownym tłumaczeniu brzmi Mała Chincha. Plemię to wykorzystywało miękkie i gęste futra gryzoni jako okrycia wierzchnie. Ze względu na swoje cenne futro szynszyla stała się obiektem polowań, dlatego już przed końcem XIX wieku gatunek ten niemal zupełnie wyginął. Obecnie większość szynszyli hodowana jest na farmach, a ich futra wykorzystywane są w przemyśle odzieżowym.

## Systematyka
Rodzina obejmuje następujące żyjące współcześnie rodzaje:
- Lagostomus Brookes, 1828 – wiskaczan
- Chinchilla E.T. Bennett, 1829 – szynszyla
- Lagidium Meyen, 1833 – wiskacza

Opisano również rodzaje wymarłe:
- Maquiamys Boivin, 2019[26] – jedynym przedstawicielem był Maquiamys praecursor (Boivin, 2016)
- Miochinchilla Croft, Flynn, Wyss, Charrier & Anaya, 2021[27]
- Pliolagostomus Ameghino, 1887[28]
- Prolagostomus Ameghino, 1887[13]

## Charakterystyka gatunków
Z rodzaju szynszyla:
- szynszyla mała – przeciętna długość ciała tego gryzonia wynosi 365 mm, długość ogona 141 mm, natomiast masa ciała to około 0,4 kg. Wyglądem bardzo podobna do królika. Futro na grzbiecie koloru szarego lub czarnego. Ma większe uszy oraz dłuższy i puszystszy ogon niż Chinchilla brevicaudata[29].

- szynszyla krótkoogonowa – długość jej ciała z głową wynosi od 30 do 33 cm, długość ogona od 12 do 15 cm, a masa to przeważnie 0,5-0,8 kg. Grzbiet ma koloru niebieskawego, perłowego lub szaro-czarnego. Brzuch pokryty futrem koloru żółtawo-białego[29].

Z rodzaju wiskacza (Lagidium):
- wiskacza górska (Lagidium viscacia) – długość ciała włącznie z głową wynosi od 30 do 45 cm, długość ogona to 20-40 cm, zaś masa wynosi około 3 kg. Grzbiet pokryty futrem koloru szarego lub brązowego, natomiast okolice brzucha koloru białego, żółtego lub blado-szarego. Koniuszek ogona koloru czarnego. Ma bardzo miękkie, gęste futro, natomiast włosy na ogonie są bardzo szorstkie i sztywne. Posiada długie uszy[29].

- wiskacza skalna (Lagidium wolffsohni) – długość ciała z głową 30-45 cm, długość ogona 20-40 cm, masa około 3 kg. Grzbiet pokryty futrem koloru szarego lub brązowego, natomiast okolice brzucha koloru białego, żółtego lub blado-szarego. Koniuszek ogona koloru czarnego lub czerwono-brązowego. Ma bardzo miękkie, gęste futro, natomiast włosy na ogonie są bardzo szorstkie i sztywne. Posiada długie uszy[29].

- wiskacza peruwiańska (Lagidium peruanum) – przeciętna długość ciała to 375 mm, długość ogona to 267 mm, natomiast masa wynosi około 1,3 kg. Gryzoń ten jest wielkości królika. Posiada bardzo silne łapy oraz długie uszy i ogon. Jego futro jest gęste i miękkie, w kolorze od szarości do pomarańczy (na grzbiecie). Koniuszek ogona koloru ciemnego. Posiada po cztery palce na przednich i tylnych łapach[29].

Z rodzaju wiskaczan (Lagostomus):
- Lagostomus maximus – bardzo duży gryzoń o przeciętnej długości ciała 500 mm, długości ogona 175 mm i masą około 9 kg. Osobniki męskie są o 15% dłuższe i o 30% cięższe od samic oraz posiadają charakterystyczne czarne, sztywne wąsy. Gryzoń ten charakteryzuje się szerokimi czarno-białymi pasami na głowie. Ciało pokryte białym futrem z końcówkami włosia w kolorze od szarości do brązu (kolor ten zależy od koloru gleby na jakiej zamieszkuje ów gryzoń)[29].

## Historia
Pierwsza wzmianka w literaturze na temat szynszyli pojawiła się w 1599 roku w książce pod tytułem „Historia Natura y Moral de las Indias” napisanej przez jezuitę José de Acostę. Opisywał on w niej te gryzonie jako „górskie zwierzęta, które tak samo jak wiewiórki są małymi stworzeniami, lecz odróżnia je od nich niebywale miękkie futerko”.
Jednym z pierwszych ludzi, którzy zaczęli hodować szynszyle dla zysku był Jezuita Juan Ignacjo Molina, dzięki któremu w 1810 roku powstał dokładny opis szynszyli. Wielokrotnie próbowano hodować gryzonie w niewoli. Pierwszy rzetelny raport, dotyczący próby hodowli, pochodzi od Federico Alberta, dyrektora zoologiczno-botanicznej stacji badawczej w Chile. W artykule „La Chinchilla” opisał on przypadek Francisco Irrazavala z Santiago, który w 1895 roku otrzymał parę szynszyli, która jeszcze tego samego roku wydała na świat potomstwo. Para kontynuowała reprodukcję aż do wybuchu epidemii w lecie 1896, będącej przyczyną wyginięcia całej hodowli gryzoni.
W 1918 roku Mathias F. Chapman, inżynier górnictwa w Kalifornii, pracując w Chile kupił szynszylę i  traktował ją jak zwierzę domowe. Gryzoń okazał się idealnym domownikiem, dlatego Chapman postanowił wyhodować całe ich stado. Ze względu na to, że w ówczesnym czasie szynszyle były bliskie wyginięcia, objęto je ochroną. Chapman starał się jednak o zgodę na przewiezienie kilku osobników do Stanów Zjednoczonych. Jego upór doprowadził do tego, że rząd w Chile wydał pozwolenie na schwytanie i przewiezienie kilku gryzoni. Chapman razem z grupą ludzi przeszukiwali góry przez 3 lata, a złapali zaledwie 11 szynszyli. Mężczyzna poświęcił 12 miesięcy na schodzenie z gór, ponieważ było to konieczne, aby zwierzęta w pełni zaaklimatyzowały się w nowym środowisku. Po przewiezieniu szynszyli do Ameryki okazało się, że tylko 3 z nich są rodzaju żeńskiego. Chapman rozpoczął hodowlę gryzoni. Zarówno on, jak i inni ludzie, mający styczność z tymi zwierzętami potwierdzali, że są one świetnymi towarzyszami. Od połowy lat sześćdziesiątych XX wieku szynszyle stały się niezwykle popularne jako zwierzęta domowe.

## Środowisko naturalne
Szynszyle żyją na terenach skalistych, głównie w Andach w Chile. Zamieszkują nory i szczeliny skalne. Z natury są zwinne, potrafią podskoczyć nawet do wysokości 1,5 metra.
W rodzimym otoczeniu na szynszyle czyhają przeróżne zagrożenia ze strony drapieżników takich jak: skunksy, węże oraz dzikie psy. Dlatego też gryzonie wykształciły różne taktyki obronne. Między innymi jest to rozpryskiwanie moczu bądź odrzucanie nadgryzionego futerka. Szynszyle żywią się roślinnością wysokogórską, owocami, ziarnami oraz małymi insektami. Taka dieta zdecydowanie mogłaby podrażnić układ trawienny domowych szynszyli, które przeważnie jedzą siano.
W środowisku naturalnym zwierzęta te żyją w koloniach zwanych stadami. Mogą się one rozmnażać o każdej porze roku. Ciąża szynszyli trwa 111 dni, czyli znacznie dłużej niż u innych gryzoni. Ze względu na tak długi okres ciąży młode szynszyli rodzą się z otwartymi oczkami i futerkiem na ciele. Miot jest zazwyczaj mały i przeważnie bliźniaczy.

## Przemysł futrzany
Międzynarodowy handel futrami szynszyli rozpoczął się w XVI wieku. Futro gryzoni stało się bardzo popularnym produktem handlowym ze względu na niesamowitą miękkość, spowodowaną wyrastaniem nawet do 60 włosków z jednej torebki włosowej. Kolor włosów jest jednolity, co sprawia, że idealnie nadają się do produkcji dodatków do garderoby (futrzane kołnierze, podszycia) oraz odzieży wierzchniej. Do wyrobu jednego długiego, futrzanego płaszcza potrzeba aż 150 szynszylich futer. Doprowadziło to do wyginięcia szynszyli olbrzymiej oraz przyczyniło się do zmniejszenia populacji pozostałych gatunków szynszyli. Mimo zaprzestania polowań na dzikie gryzonie, hodowla szynszyli domowych na potrzeby rynku wciąż się rozwija.

## Domowa szynszyla
Hodowlane szynszyle mogą być trzymane w domach, tak samo jak inne zwierzęta domowe. Są one gryzoniami prowadzącymi nocny tryb życia i zwykle nie lubią, kiedy przeszkadza im się w ciągu dnia. Szynszyla jest płochliwym stworzeniem, dlatego nie lubi być trzymana na rękach, potrafi ona jednak nawiązać silną więź z właścicielem. W związku ze swoim bardzo nerwowym usposobieniem, szynszyle zazwyczaj nie są postrzegane jako odpowiednie zwierzęta dla małych dzieci, jednakże potrafią być bardzo przyjacielskie w stosunku do ludzi, jeżeli jako młode zostaną przyzwyczajone do ludzkiego dotyku.
Szynszyle trzymane w niewoli żyją zazwyczaj 15 lat, lecz znane są także przypadki, kiedy niektóre osobniki żyły 20 lat, a nawet i dłużej. W 2008 roku odnotowano, że najstarsza szynszyla na świecie ma 27 lat i mieszka na terytorium Wielkiej Brytanii.
Aby wyrazić swoje potrzeby lub zlokalizować innego osobnika szynszyle wydają najróżniejsze dźwięki, takie jak: ćwierkanie, piszczenie i szczekanie. W zależności od sytuacji jest to ciche ćwierkanie wysyłane w kierunku potencjalnego partnera, bądź też głośne, agresywne szczekanie w sytuacji zagrożenia.
Młode szynszyli często witają rodziców ćwierkiem o bardzo wysokim tonie, który zazwyczaj sygnalizuje to, że są one głodne.
Pierwsze naukowe badania nad dźwiękami, które wydają szynszyle w swoim środowisku zostały przeprowadzone przez lekarza weterynarii – Dr Bartl z Niemiec. Mówią one o tym, że szynszyle, które są aktywne nocą, wydają dźwięki o wczesnych, porannych godzinach. Natomiast samica szynszyli, która jest zirytowana bądź przestraszona może głośno gdakać i opryskać moczem potencjalnego wroga.
Szynszyle tej samej płci mogą ze sobą mieszkać, jednakże jest wielce prawdopodobne, że w końcu zaczną one ze sobą walczyć. Ciągłe walki oraz życie w dobrych stosunkach zależy indywidualnie od każdego gryzonia. Konflikt pomiędzy szynszylami może być zredukowany jeżeli szynszyle znają się od małego albo stopniowo zapoznają się ze sobą kiedy są już starsze. Samce i samice szynszyli zazwyczaj żyją ze sobą w bardzo dobrych stosunkach, a żeby uniknąć niechcianej reprodukcji można je łatwo wysterylizować. W czasie corocznej reprodukcji szynszyle mają zazwyczaj 2 mioty gryzoni, a w każdym z nich jest od 1 do 3 młodych (przy czym 3 są rzadkością).
Szynszyle potrzebują dużo ruchu, a zatem powinny mieć zapewnione duże koło do ćwiczeń (minimum 38 cm średnicy), w którym będą mogły biegać. Ponadto powierzchnia kołowrotka powinna być wykonana z solidnego tworzywa, ponieważ łapy i palce szynszyli łatwo mogą się wplątać w szczeliny koła, a ogon może wkręcić się w szprychy. Zęby szynszyli muszą być co jakiś czas ścierane, ponieważ nieustannie rosną i jeśli są zbyt długie mogą uniemożliwić szynszylom jedzenie.
W ścieraniu zębów pomocne są: drewniane patyki, pumeks oraz specjalne gryzaki. Natomiast nie poleca się drewna cytrusowego i iglaków, ponieważ zawierają dużą ilość żywicy, olejków oraz fenoli, które są toksyczne dla szynszyli. Drewno brzozy, wierzby, jabłoni, manzanity oraz sosny (wysuszonej w piecu) jest bezpieczne dla tych gryzoni i mogą je one bez problemu żuć, natomiast spożycie plastikowych elementów może spowodować niedrożność jelit.
Ciało szynszyli nie wydziela potu, dlatego też temperatura pomieszczenia, w którym przebywają nie powinna przekraczać 25° C (80° F), w przeciwnym razie zwierzę mogłoby ulec przegrzaniu, a nawet dostać udaru cieplnego. Organizm szynszyli rozprowadza nadmiar ciepła poprzez przekierowywanie krążenia do jego ogromnych uszu, dlatego też sygnałem zbyt wysokiej temperatury ciała są czerwone uszy.
Z natury szynszyle są bardzo żywiołowymi zwierzętami, dlatego należy je od czasu do czasu wypuszczać z klatki, by mogły pobiegać po większym terenie i zaspokoić swoją ciekawość.
Umaszczenie szynszyli może być różnorodne, począwszy od szarości, która jest powszechnym i jedynym kolorem występującym w naturze, poprzez biel, beż, heban i wiele innych. Zwierzęta te instynktownie czyszczą swoje futro (kilka razy w tygodniu), biorąc kąpiele w pyle (drobno starty pumeks), w którym się tarzają. W środowisku naturalnym do tego celu wykorzystują drobne skałki wulkaniczne. Pył wnikając w futro gryzonia pochłania tłuszcz i brud. Szynszyli nie kąpie się w wodzie, ponieważ ich futro jest tak gęste, że nie jest w stanie wyschnąć naturalnie, a zatrzymanie wilgoci blisko skóry może się przyczynić do rozwoju grzyba i gnicia futra. Mokre zwierzę powinno być natychmiast wysuszone ręcznikami lub zimnym strumieniem powietrza suszarki. Jednakże gęste futro ma też swoje zalety, na przykład jest odporne na ataki pasożytów takich jak pchły oraz redukuje łupież zwierzęcy, tym samym sprawiając, że szynszyle są hipoalergicznymi gryzoniami.
Odpowiednia, zdrowa dieta ma ogromny wpływ na prawidłowe funkcjonowanie układu pokarmowego szynszyli. W swoim naturalnym środowisku zwierzęta te żywią się głównie pustynnymi trawami, dlatego też ich organizm nie jest w stanie przetrawić tłustego pożywienia, wysokobiałkowych produktów oraz zbyt wielu zielonych roślin. Wszystkie potrzeby żywieniowe szynszyli są zaspakajane poprzez specjalny, wysokowartościowy granulat oraz stały dostęp do siana. Natomiast granulaty bogate w błonnik mogą być zastąpione rodzynkami lub ziarnami. Nie wskazane jest także podawanie świeżych warzyw i owoców z rzadkim miąższem, ponieważ wywołują one wzdęcia, które w konsekwencji mogą prowadzić do śmierci gryzoni. Spożycie słodyczy i suszonych owoców powinno być ograniczone do jednego lub dwóch w ciągu dnia. Orzechy nie są zalecane ze względu na ich wysoką zawartość tłuszczu, a produkty wysokobiałkowe i siano z lucerny mogą wywołać niewydolność wątroby, dlatego spożycie zarówno jednych jak i drugich powinno być ograniczone.
Należy pamiętać, że szynszyle jedzą i piją w niewielkich ilościach, dlatego też bardzo łatwo je przekarmić. Może to doprowadzić do biegunki, a na dłuższą metę nawet do cukrzycy.

## Szynszyla w badaniach naukowych
Szynszyla jest często wykorzystywana jako modelowe zwierzę w badaniach nad narządem słuchu, ponieważ zakres słyszenia (który wynosi od 20 Hz do 30 kHz) oraz wielkość ślimaka (część ucha wewnętrznego) są zbliżone do ludzkiego. Inne dziedziny badań naukowych wykorzystujących szynszyle to badania nad chorobą Chagasa, zaburzeniami żołądkowo-jelitowymi, zapaleniem płuc, listeriozą, a także infekcjami wywoływanymi bakteriami Yersinia  i Pseudomonas.